# Saša Drakulić
Saša Drakulić (sinh ngày 28 tháng 8 năm 1972) là một cầu thủ bóng đá người Serbia.

## Sự nghiệp câu lạc bộ
Saša Drakulić đã từng chơi cho Kashiwa Reysol.

## Thống kê câu lạc bộ

### J.League
| Đội            | Năm       | J.League | J.League | J.League Cup | J.League Cup | Tổng cộng | Tổng cộng |
| Đội            | Năm       | Trận     | Bàn      | Trận         | Bàn          | Trận      | Bàn       |
| -------------- | --------- | -------- | -------- | ------------ | ------------ | --------- | --------- |
| Kashiwa Reysol | 2000      | 2        | 0        | 0            | 0            | 2         | 0         |
| Tổng cộng      | Tổng cộng | 2        | 0        | 0            | 0            | 2         | 0         |